# Eremobina leucoscelis
Eremobina leucoscelis är en fjärilsart som beskrevs av Augustus Radcliffe Grote 1874. Eremobina leucoscelis ingår i släktet Eremobina och familjen nattflyn. Inga underarter finns listade i Catalogue of Life.